# Al-Muta’ijja
Al-Muta’ijja (arab. المتاعية) – miejscowość w Syrii, w muhafazie Dara. W 2004 roku liczyła 2734 mieszkańców.